# Tangente hyperbolique réciproque

Courbe représentative de la fonction artanh.

La tangente hyperbolique réciproque est, en mathématiques, une fonction hyperbolique. C'est la réciproque de la fonction tangente hyperbolique.

## Définition
La fonction tangente hyperbolique réciproque, ou argument tangente hyperbolique, notée artanh (ou argth),
{\displaystyle \operatorname {artanh} :\left]-1,+1\right[\to \mathbb {R} }
est définie à l'aide de la tangente hyperbolique par :
{\displaystyle y=\operatorname {artanh} x\quad \Longleftrightarrow \quad x=\tanh y\ \mathrm {et} \ |y|<1}.

## Propriétés
Cette fonction est bijective, impaire et son image est {\displaystyle \mathbb {R} }. Elle est continue, strictement croissante, concave sur {\displaystyle \left]-1,0\right[} et convexe sur {\displaystyle \left]0,+1\right[}.
Sa valeur en 0 est 0 et sa limite en 1 est +∞.
Elle est dérivable sur {\displaystyle \left]-1,1\right[} et sa dérivée est donnée par
{\displaystyle \forall |x|<1\quad \operatorname {artanh} 'x={\frac {1}{1-x^{2}}}}.
Par conséquent, la fonction artanh s'exprime à l'aide du logarithme népérien par
{\displaystyle \forall |x|<1\quad \operatorname {artanh} x={\frac {1}{2}}\ln \left({\frac {1+x}{1-x}}\right)}.
La fonction tangente hyperbolique réciproque admet pour développement en série entière, valable pour {\displaystyle |x|<1},:
{\displaystyle \operatorname {artanh} x=\sum _{k=0}^{\infty }{\frac {x^{2k+1}}{2k+1}}.}

## Extension sur le plan complexe
La fonction peut être étendue sur le plan complexe, avec une définition similaire :
{\displaystyle \forall |z|<1\quad \operatorname {Artanh} z={\frac {1}{2}}\operatorname {Log} \left({\frac {1+z}{1-z}}\right).}
On utilise cependant ici la valeur principale du logarithme complexe.